# ماثيو ريس
ماثيو ريس (بالإنجليزية: Matthew Rhys)‏ إيفانس (ولد في 8 نوفمبر 1974 في كارديف، ويلز)، المعروف فنيا بماثيو ريس، ممثل من ويلز، أشتهر بدور كيفن ووكر في المسلسل الأمريكي الدرامي Brothers & Sisters، وفي دور ديلان توماس في فيلم The Edge of Love. كما لعب دور فيليب جينينغز في المسلسل الأمريكي الشهير The Americans (2013-2018( وترشح للعديد من الجوائز من ضمنها جائزة أفضل ممثل رئيسي في مسلسل درامي والتي فاز بها في حفل جوائز الإيمي بدورتها الـ70 ، كما فاز ايضًا في حفل 9th Critics' Choice Television Awards بجائزة أفضل ممثل في مسلسل درامي.

## روابط خارجية
- ماثيو ريس على موقع IMDb (الإنجليزية)
- ماثيو ريس على موقع ألو سيني (الفرنسية)
- ماثيو ريس على موقع ميوزك برينز (الإنجليزية)
- ماثيو ريس على موقع تيرنر كلاسيك موفيز (الإنجليزية)
- ماثيو ريس على موقع أول موفي (الإنجليزية)
- ماثيو ريس على موقع قاعدة بيانات الأفلام السويدية (السويدية)
- ماثيو ريس على موقع إن إن دي بي (الإنجليزية)
- ماثيو ريس على موقع ديسكوغز (الإنجليزية)
- ماثيو ريس على موقع قاعدة بيانات الفيلم (الإنجليزية)
- ماثيو ريس على موقع كينوبويسك (الروسية)